# ヴィターリー・パヴロフ
ヴィターリー・グリゴリエヴィッチ・パヴロフ（ロシア語: Виталий Григорьевич Павлов、1914年9月30日 - 2005年4月11日）は、ソ連の職業的諜報員、チェキスト。中将。

## 経歴
バルナウル出身。地元の列車修理工場で組立工として働いた。1933年～1937年、オムスクのシベリア自動車道大学で学び、大学卒業後、国家保安機関に送られた。
1938年、内務人民委員部（NKVD）特別任務学校を卒業し、対外諜報の仕事に編入された。
50年間に渡って、カナダ、オーストリア、ポーランドに長期出張し、諜報任務を帯びてアメリカ、中国、南米諸国に出国した。西欧諸国では、イリーガルとして働いた。その後、中央機構で働き、対外諜報部の次長となった。
1971年～1973年、Yu.V.アンドロポフ名称ソ連国家保安委員会（KGB）赤旗大学校長。長期国外出張を終えた後、1984年、対外諜報部の先任顧問となった。1987年、定年により退役。

## パーソナル
レーニン勲章、十月革命勲章、赤旗勲章、労働赤旗勲章、一等祖国戦争勲章、赤星勲章、「名誉国家保安職員」胸章を受章。
英語、フランス語、ドイツ語、ポーランド語を話した。